# 766 Moguntia
Moguntia è un asteroide della fascia principale del diametro medio di circa 31,28 km. Scoperto nel 1913, presenta un'orbita caratterizzata da un semiasse maggiore pari a 3,0203236 UA e da un'eccentricità di 0,0925440, inclinata di 10,07869° rispetto all'eclittica.
Stanti i suoi parametri orbitali, è considerato un membro della famiglia Eos di asteroidi.
Il suo nome è un omaggio alla città di Magonza, in Germania, di cui l'antico nome era Moguntia.